# Cystorchis gracilis
Cystorchis gracilis är en orkidéart som först beskrevs av Joseph Dalton Hooker, och fick sitt nu gällande namn av Richard Eric Holttum. Cystorchis gracilis ingår i släktet Cystorchis, och familjen orkidéer. Inga underarter finns listade i Catalogue of Life.